# Trolderi (tegnefilm)
Trolderi er en dansk tegnefilmsserie på 26 afsnit, der blev lavet for DR1 i 1999. Serien tager udgangspunkt i den nordiske folketro. I serien følger man de tre små trolde Gimpe, Humpe og Lille Skid som driller de store trolde. I serien optræder der desuden vætter, nisser, elvere, dværge, havfruer, en drage og endda også nøkken.